# Parafia św. Jana Ewangelisty w Szczecinie
Parafia pod wezwaniem Świętego Jana Ewangelisty w Szczecinie – parafia rzymskokatolicka należąca do dekanatu Szczecin-Śródmieście, archidiecezji szczecińsko-kamieńskiej, metropolii szczecińsko-kamieńskiej. Siedziba parafii mieści się w Szczecinie przy ulicy Świętego Ducha.

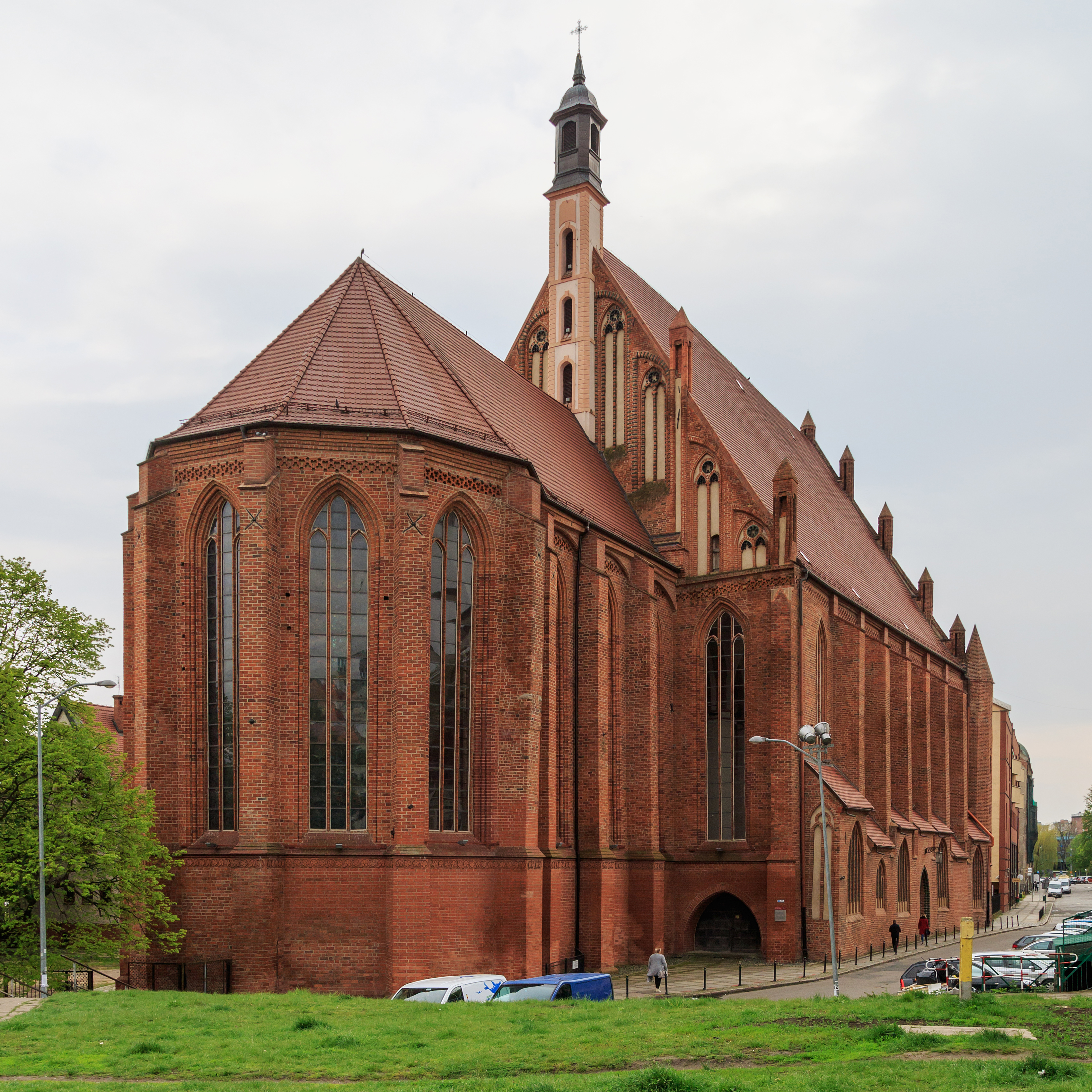
Kościół parafialny św. Jana Ewangelisty

## Historia
Została erygowana w 1974.